# Isabelle Stauffer
Isabelle Stauffer (* 1973 in Zürich, Schweiz) ist eine Schweizer Literaturwissenschaftlerin und Professorin für Neuere Deutsche Literaturwissenschaft an der Katholischen Universität Eichstätt-Ingolstadt.

## Werdegang
Isabelle Stauffer studierte von 1994 bis 2003 Deutsche Sprach- und Literaturwissenschaft, Filmwissenschaft und Philosophie an der Universität Zürich und der Humboldt-Universität zu Berlin. 2006 promovierte sie an der Universität Zürich mit der Studie Weibliche Dandys, blickmächtige Femmes fragiles. Ironische Inszenierungen des Geschlechts im Fin de siècle. Danach war sie Postdoc am DFG-Graduiertenkolleg Öffentlichkeiten und Geschlechterverhältnisse. Dimensionen von Erfahrung an den Universitäten Frankfurt am Main und Kassel.
Von 2008 bis 2009 war sie als Wissenschaftliche Mitarbeiterin am Institut für Neuere deutsche Literatur der Philipps-Universität Marburg tätig. Im Anschluss daran war sie bis 2018 als Wissenschaftliche Mitarbeiterin am Deutschen Institut der Johannes Gutenberg-Universität Mainz angestellt. 2015 habilitierte sie sich mit der Studie Verführung zur Galanterie. Benehmen, Körperlichkeit und Gefühlsinszenierungen im literarischen Kulturtransfer 1664 – 1772 an der Universität Mainz. Dadurch erwarb sie die Venia legendi für Neuere deutsche Literaturwissenschaft und Komparatistik. Ab 2015 hatte sie Vertretungsprofessuren an der Johannes-Gutenberg-Universität Mainz und der Universität des Saarlandes inne. Seit dem Sommersemester 2018 ist sie Inhaberin der Professur an der Katholischen Universität Eichstätt-Ingolstadt für Neuere Deutsche Literaturwissenschaft.

## Forschung und Leistungen
Für das Thema ihrer Promotion Weibliche Dandys, blickmächtige Femmes fragiles. Ironische Inszenierungen des Geschlechts im Fin de siècle behandelte sie Geschlecht, Mode und Literatur im 19. Jahrhundert. Darin legte sie ihren Fokus auf die ironische Inszenierung des Geschlechts um die Jahrhundertwende des 20. Jahrhunderts sowie das ironische Schreiben von Autorinnen. Sie untersuchte hauptsächlich die vier Geschlechter-Topoi, die damals prominent waren: Femme fatale, Femme fragile, Dandy und Décadent.
Ihre Habilitation drehte sich um die Galanterie, ein literarisches Verhaltens- und Kommunikationsmodell. Sie untersuchte Texte von Madeleine de Scudéry, von wichtigen Mitgliedern der barocken Sprachgesellschaften, wie Sigmund von Birken und Catharina von Greiffenberg, vom frühaufklärerischen Gelehrten Christian Thomasius bis zu den Aufklärern und Empfindsamen Johann Michael von Loen, Christian Fürchtegott Gellert und Gotthold Ephraim Lessing und zeigte, wie die Galanterie die Literatur von 1664–1772 beeinflusst hat.
Ihre Forschungsschwerpunkte sind unter anderem: Literatur vom 17. bis 21. Jahrhundert (mit Schwerpunkten in deutschsprachiger, französischer, italienischer und englischer Literatur), Literaturtheorie und Kulturwissenschaft (insb. Gender und Queer Studies, Performativität, Postcolonial Studies, Rezeptionstheorie und New Historicism), Geschichte der Mode (insb. Dandytum), Intermedialität, Kulturgeschichte der Höflichkeit (insb. Galanterie) sowie Religion in der Gegenwartsliteratur.
An der Katholischen Universität Eichstätt-Ingolstadt leitet sie gemäß dem Schwerpunkt ihrer Professur Literatur in intermedialen und medienhistorischen Kontexten die Arbeitsstelle zur literaturbezogenen Medienanalyse. Zudem ist sie stellvertretende Direktorin des KU-Zentrums für Religion, Kirche und Gesellschaft im Wandel und hat dort die Ko-Leitung des Forschungsfeldes III „Religiosität in Transformationsprozessen der Gegenwart“ inne.

## Veröffentlichungen (Auswahl)
- Verführung zur Galanterie. Benehmen, Körperlichkeit und Gefühlsinszenierungen im literarischen Kulturtransfer 1664-1772. Harrassowitz, Wiesbaden 2018 (= Wolfenbütteler Forschungen. Band 152), ISBN 978-3-447-10932-1.
- Weibliche Dandys, blickmächtige Femmes fragiles. Ironische Inszenierungen des Geschlechts im Fin de Siècle. Böhlau, Köln 2008 (= Literatur – Kultur – Geschlecht. Große Reihe Band 50), ISBN 978-3-412-20252-1.
- Als Hrsg.: Literatur und Film im Spiegel des Digitalen. Intermediale Reflexivität in der Gegenwart, De Gruyter, Berlin, 2024, ISBN 978-3-11-077426-9
- Als Hrsg. mit Katharina List, Gerhard Rainer, Nicole Schneider .: (Post-)koloniale Welten : Umschreiben und Umkartieren hegemonialer Verhältnisse, Aisthesis Verlag,  Bielefeld, 2024, ISBN 978-3-8498-1974-3
- Als Hrsg.: Jenseitserzählungen in der Gegenwartsliteratur. Universitäts-Verlag Winter, Heidelberg 2018 (= Beiträge zur neueren Literaturgeschichte. Band 387), ISBN 978-3-8253-6909-5.
- Körperspuren und Ornament. Schrift in den Briefroman-Adaptionen Dangerous Liaisons (1988) und Cruel Intentions (1999). In: Monika Schmitz-Emans/Linda Simonis, Simone Sauer-Kretschmer (Hg.): Schrift und Graphisches im Vergleich.Aisthetis, Bielefeld 2019, ISBN 978-3-8498-1367-3, S. 497–509.
- Empfindsamkeit, Konsum und Kino – Jean-Jacques Rousseau und Sofia Coppolas Marie Antoinette. In: Felix Lenz, Christine Schramm (Hg.): Von der Idee zum Medium. Resonanzfelder zwischen Aufklärung und Gegenwart.Wilhelm Fink, Paderborn 2018, ISBN 978-3-7705-6375-3, S. 377–390.
- Jenseits im Diesseits: Paradies und Hölle in Thomas LehrsFrühling und Sibylle Lewitscharoffs Consummatus. In: Zeitschrift für Germanistik 25/3 (2015), S. 551–564.
- Die Femme Dandy – eine vergessene Tradition? Die Marquise d’Espard, Coco Chanel und Drag Kings. In: Joachim H. Knoll, Anna-Dorothea Ludewig, Julius H. Schoeps (Hg.): Der Dandy. Ein kulturhistorisches Phänomen im 19. und 20. Jahrhundert. (= Europäisch-jüdische Studien-Beiträge; 10). De Gruyter, Berlin 2013, ISBN  978-3-11-030552-4, S. 43–62.
- ‘So hat demnach der Leser freye Macht‘: Christian Thomasius’ fiktive Leser und Lesergestalten. In: Wolfenbütteler Barock-Nachrichten 38/2 (2011), S. 105–118.
- Verführende SchriftKörper? Liebe, Ekel und Tod bei Christian Friedrich Hunold. In: Deutsche Vierteljahrsschrift für Literaturwissenschaft und Geistesgeschichte 83/1 (2009), S. 128–144.
- Heroines of Gaze. Gender and Self-Reflexivity in Current Espionage Films. In: Gender Forum, Issue 13, 2006,  ISSN 1613-1878 . S. 90–109.